# Mauricio Pereyra

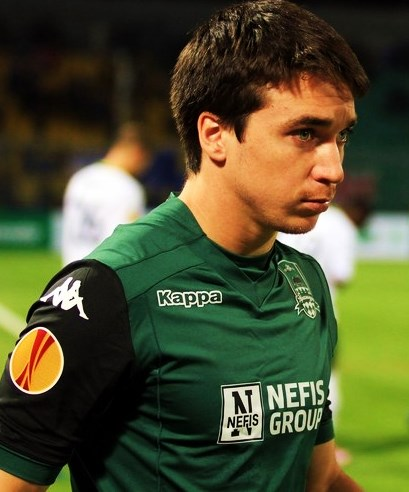
Mauricio Pereyra (2014)

Mauricio Ernesto Pereyra Antonini (* 15. března 1990, Montevideo, Uruguay) je uruguayský fotbalový záložník a bývalý mládežnický reprezentant, od roku 2013 hráč ruského klubu FK Krasnodar.

## Klubová kariéra
- Nacional Montevideo (mládež)
- Nacional Montevideo 2009–2011
- CA Lanús 2011–2013
- FK Krasnodar 2013–

## Reprezentační kariéra
Nastupoval za uruguayský reprezentační výběr U20.